# Sallangoslevelű tölgy
A sallangoslevelű tölgy (Quercus falcata) a bükkfavirágúak (Fagales) közé tartozó tölgy nemzetség egyik faja.

## Előfordulása
Az USA délkeleti része, száraz erdők a partvidéktől a hegységekig.

## Leírása
Terebélyes, 25 méter magas, lombhullató fafaj. Kérge sötét szürkésbarna, vékonyan bordázott. Levelei mélyen karéjosak vagy osztottak, 20 cm hosszúak, 15 cm szélesek, fényesek. Karéjaik szúrós hegyben végződnek. A kései levelek karéjai szabályosabbak lehetnek.
Felszínük fényes sötétzöld, sima, fonákjuk rozsdásan vagy ezüstösen szőrös. A csúcsálló karéj keskeny és hosszú.
A virágok tavasz végén nyílnak, a porzós barkák sárgászöldek, lecsüngőek, a termősek kevéssé feltűnőek.
A termése 2 cm-es, feléig, harmadáig széles, lapos kupacsba zárt makk.

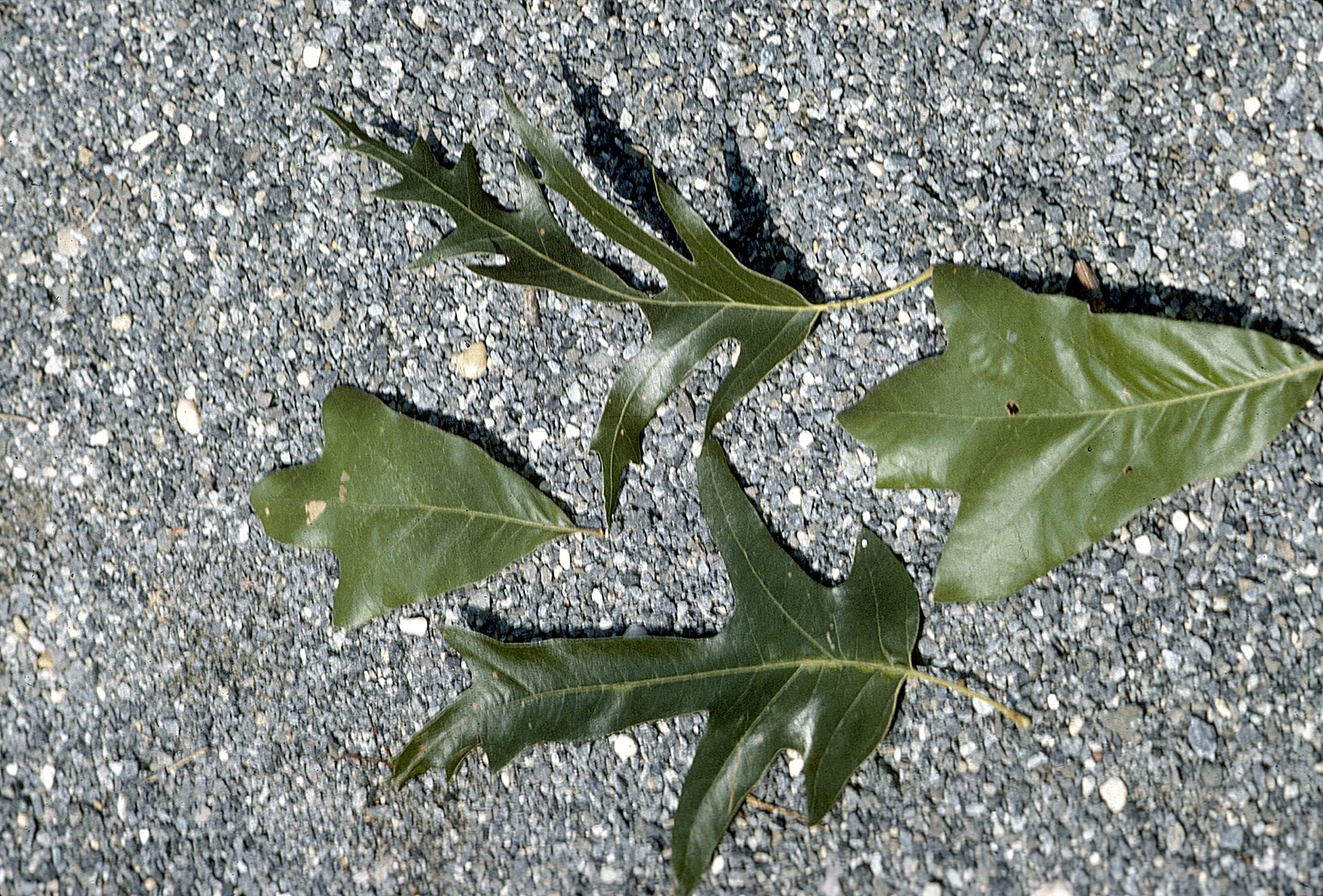
Levéltípusai
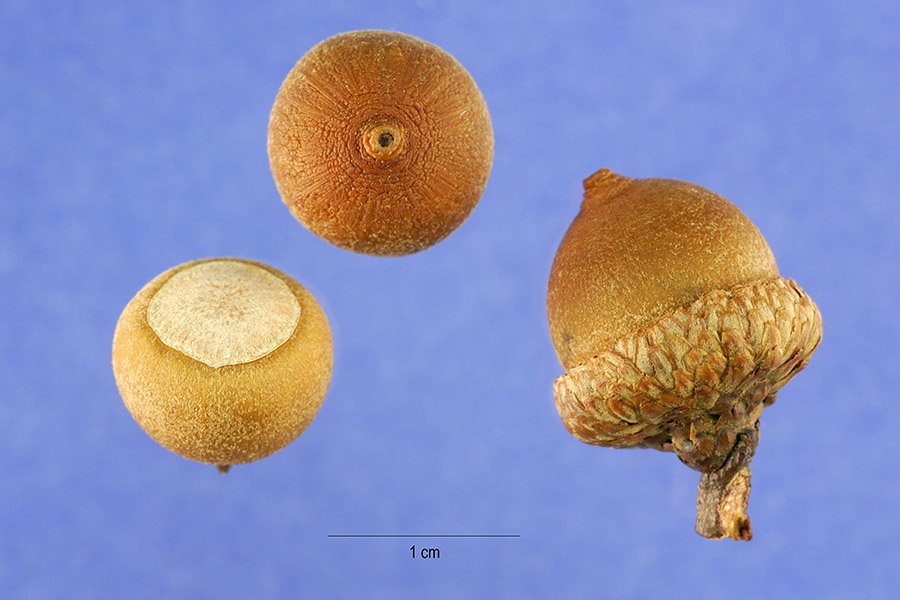
Makk-termései